# هنینگتون، همپشر
هنینگتون (به انگلیسی: Hannington) یک روستا و محله مدنی در بریتانیا است که در Basingstoke and Deane واقع شده‌است. هنینگتون ۴۹۳ نفر جمعیت دارد.